# З̌ (слово ћирилице)
З̌ з̌ (З̌ з̌; укосо: З̌ з̌) је слово ћирилице. Зове се З са кароном. Користио се у шугнијском и нганасанском језику, док га није заменило слово Ж (Ж ж) које се и данас користи у тим језицима.

## Слична слова
• Ж ж - Ћирилично слово Ж;
• Ž ž - Латинично слово Ž.